# Michał Grabowski

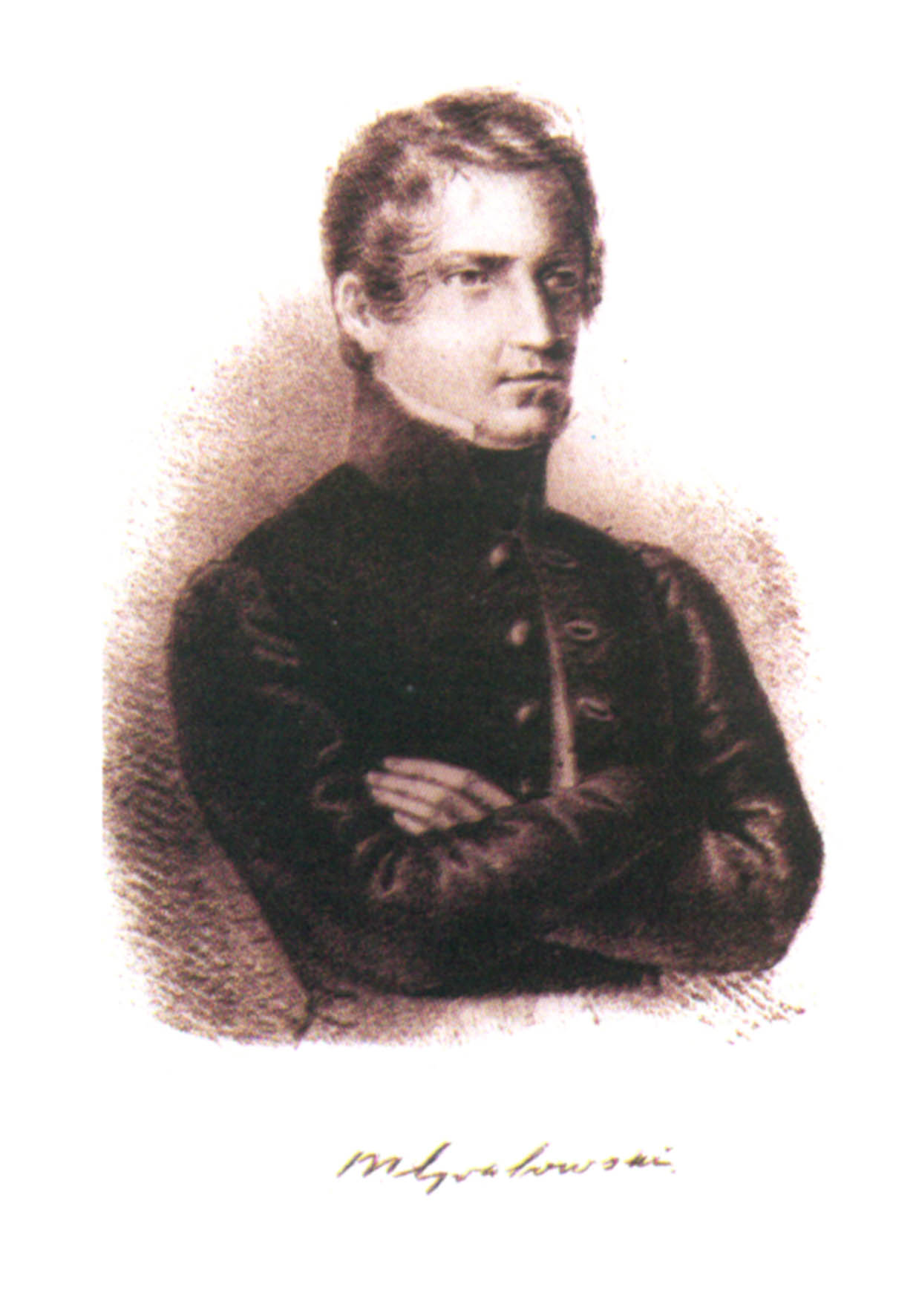
Michał Grabowski

Michał Grabowski, född 25 september 1804 i Złotyjów, Volynien, död 19 november 1863 i Warszawa, var en polsk författare. 
Grabowski var direktör för "upplysningskommissionen" (undervisningsväsendet) i Warszawa. Han deltog livligt i romantikernas kamp mot klassicismen och blev varm anhängare av den så kallade ukrainska skaldeskolan mystiska natursvärmeri och förkärlek för ukrainska (kosackiska) motiv. Från 1827 publicerade han i "Dziennik Warszawski" polska efterbildningar av ukrainska folkvisor under titeln Melodye ukraińskie. 
Sina litterär-estetiska åsikter samlade Grabowski i Literatury i Krytyki (fyra band, 1837–40). Dessutom författade han litterära brev 1841–54. Av historiskt värde är hans brett anlagda Ukraina dawna i terazniejsza (Ukraina i forn- och nutiden, del I, 1850). Bland hans historiska romaner, som är skrivna efter förebild av Walter Scott och nästan uteslutande behandlar Ukrainas äldre historia i romantiskt idealiserande stil, märks Koliszczyzna i stepy (1838), Stannica Hulajpolska (1841) och Tajkury (1846, med handlingen förlagd till Volynien) samt de historiska berättelserna Pau starosta Kaniowski (1856) och Zamieć w stepach (En storm på stäppen; 1862).